# Stroming voor een Antikapitalistisch Project
Stroming voor een Antikapitalistisch Project (SAP), in het Frans La gauche anticapitaliste (GA), is een kleine trotskistische politieke partij in België. SAP-GA is aangesloten bij de Vierde Internationale. De partij ijvert voor internationaal ecosocialisme. De partij gaat terug op de Revolutionaire Arbeidersliga (RAL), die in 1971 werd opgericht, en de Socialistische Arbeiderspartij (SAP) uit 1984.

## Geschiedenis

### Ontstaan
In 1921 ontstond er onenigheid binnen de Kommunistische Partij van België (KPB) tussen de groep rond War van Overstraeten en de groep rond Joseph Jacquemotte. Deze spanning leidde omstreeks 1925 (ongeveer parallel met de opkomst van de Linkse Oppositie in de Sovjet-Unie) tot het ontstaan van een trotskistische stroming. Als rechtstreeks gevolg van de politieke machtsstrijd tussen Lev Trotski en Jozef Stalin kwam het in maart 1928 tot een openlijke breuk binnen de KPB.

### De chaotische beginjaren
Dit leidde tot de oprichting van de Kommunistische Oppositie, die op haar beurt intern verscheurd geraakte. Zo verliet omstreeks 1933 een groep rond Léon Lesoil in Charleroi de beweging en startte met de Linkse Kommunistische Oppositie (Frans: Ligue Communiste Internationaliste) een eigen partij. Begin 1935 besloot de meerderheid ervan aan te sluiten bij de Belgische Werkliedenpartij (BWP) en daar de strategie van het entrisme toe te passen. De Linkse Kommunistische Oppositie werd omgevormd tot de Liga van Internationale Kommunisten onder leiding van Adhémar Hennaut. Deze organisatie verloor echter vrij snel haar maatschappelijke relevantie omwille van een gebrekkige organisatie en het wegvallen van de internationale context.
Ook voor de entristische groep stelden zich problemen, zo verliet de groep rond Georges Vereeken de LCI en richtte een eigen groepje op onder de naam Ligue Communiste Internationale. Kort daarna werd ook de resterende groep entristen uitgesloten van de BWP en volgde er gesprekken tussen beide groepen. Dit leidde tot de oprichting van de Revolutionair Socialistische Partij (Frans: Parti Socialiste Revolutionnaire) (RSP-PSR) onder leiding van Leon Lesoil, Georges Vereeken en Walter Dauge. In 1938 kwam het opnieuw tot onenigheid over de oprichting van de Vierde Internationale en splitste een groep rond Vereeken zich opnieuw af van de beweging onder de naam Groupe Communiste Trotskiste (GCT). Centraal document van de Vierde Internationale was het Overgangsprogramma.

### Tweede Wereldoorlog en het naoorlogse entrisme
In 1941 veranderde de naam van de RSP opnieuw en heette ze voortaan Parti Communiste Révolutionnaire (PCR). De partij besloot zich niet te engageren in het Onafhankelijkheidsfront (OF), maar trachtte een eigen verzet te organiseren onder de noemer Arbeidersfront. De Duitse bezetting en de daaropvolgende Tweede Wereldoorlog eisten veel militantenlevens en de beweging raakte bijgevolg herleid tot een kleine groep.
Onder invloed van Ernest Mandel, toenmalig lid van het Internationaal Secretariaat van de Vierde Internationale en in tegenstelling tot de richtlijn van het Tweede Wereldcongres in 1948 van de vierde internationale was in België een meerderheid gewonnen voor een strategische wijziging naar het entrisme. In tegenstelling tot verschillende andere landen vond dit entrisme echter niet plaats binnen de communistische partij, maar binnen de Belgische Socialistische Partij (BSP). Dit leidde tot enkele successen zoals de oprichting van de Jeune Gardes Socialistes (JGS) door Emile Van Ceulen. Daarnaast werd de partij actief binnen de vakbondsstructuren van het Algemeen Belgisch Vakverbond (ABVV) en werd er toenadering gezocht tot de groep rond André Renard en Jacques Yerna. De daaruit voortvloeiende samenwerking resulteerde in de oprichting van het ledenblad La Gauche. In 1959 werd door Marcel Deneckere de Vlaamse tegenhanger Links uitgebracht. 
Omwille van structuurhervormingen binnen de BSP en de gevolgen van de staking tegen de eenheidswet kwam het tot een breuk tussen de groep rond Renard en de BSP. Renard, die naast de ideeën van het syndicalisme ook die van het federalisme genegen was, richtte vervolgens zijn eigen beweging Mouvement Populaire Wallon (MPW) op. Twee jaar na zijn dood in 1962 spatte de beweging uiteen omwille van de interne machtsstrijd tussen de trotskist Ernest Mandel, de syndicalist Jacques Yerna en de nationalist François Perin.
In 1964 vond het Onverenigbaarheidscongres plaats in de BSP. Het gevolg was dat een leidende functie voortaan onverenigbaar werd met lidmaatschap van de MPW of met het schrijven voor La Gauche / Links. Hierop volgde een definitieve breuk tussen de trotskisten en de BSP, en trachten ze hun eigen organisaties links van de BSP te creëren. In Brussel leidde dit tot de oprichting van de Union de la Gauche Socialiste en in Vlaanderen tot de Socialistische Beweging Vlaanderen. Ook in Wallonië volgde een hergroepering door het verlies van de linkerzijde bij de MPW. Dit werd aangetoond door de oprichting in 1965 van de Parti Wallon des Travailleurs (PWT) onder leiding van de Wallingant François Perin. De PWT, UGS en SBV werden in oktober van datzelfde jaar nog overkoepeld door de Socialistische Arbeiderskonferentie (SAK). Eveneens in '65 leidde internationale tegenstellingen tot de afsplitsing van een groep rond Michel Raptis, die een posadistische groep oprichtte naar de ideeën van de Argentijn Juan Posadas. Ook de groep rond Vereeken sloot hierbij aan. De groep rond Marcel Deneckere ten slotte sloot een compromis met de BSP-leiding.

### Een nieuwe voorhoedepartij
De SAK bleek moeilijk van de grond te komen en het entrisme bleek gefaald te hebben. Zo diende er binnen de trotskistische beweging een alternatief gezocht te worden en dat werd gevonden in de nadagen van mei 1968 door de oprichting van een nieuwe voorhoedepartij. Deze beweging stelde dat zowel het pekingcommunisme, het moskoucommunisme als de sociaaldemocratie gefaald waren en meende de oplossing te vinden in de geschriften van Trotski. Door middel van de studenten konden, hun inziens, de arbeiders overtuigd worden van oppositie tegen het kapitalisme. In juni 1971 werd bijgevolg de Revolutionaire Arbeidersliga (RAL), in het Franstalig landsdeel actief onder de naam Ligue révolutionnaire des travailleurs (LRT), opgericht door militanten van het SAK, de Socialistische Jonge Wacht en de JGS. Zo waren op het stichtingscongres onder meer Ernest Mandel en Van Ceulen aanwezig naast een jonge generatie. In deze begindagen van de RAL ligt de nadruk op de studenteneisen en internationale problematieken zoals de Vietnamoorlog en de militaire coup in Chili. Ook een van de grootste successen van de beweging werd in deze periode geboekt tijdens de massabeweging van 1972-'73 tegen toenmalig defensieminister Paul Vanden Boeynants' voorstel om het uitstel van de militaire dienst na de middelbare school af te schaffen. De RAL stelde het werk binnen de vakbonden ABVV en ACV van primordiaal belang in deze periode en de uitstraling kreeg glans door onder andere het lidmaatschap van toneel- en filmregisseur Robbe De Hert.
In 1972 kwam het opnieuw tot een afscheuring in de partij en ging Guy Desoire en zijn Marxiste Internationaliste hun eigen weg. De RAL van zijn kant stelde naast het syndicalisme voortaan ook het socialistisch feminisme centraal. Vanaf 1977 nam de partij consequent deel aan de verkiezingen en wierp ze zich op als pleitbezorger van eenheid aan de linkerzijde. Zo poogde ze meermaals tot een alliantie in verscheidenheid te komen met de KPB en in mindere mate met Alle Macht Aan De Arbeiders (AMADA). Daarnaast is de partij actief in de internationale politiek als pleitbezorgers van de Nicaraguaanse revolutionairen van het Sandinistisch Nationaal Bevrijdingsfront.

### Vanaf eind jaren 70
Eind jaren 70 zette de neergang van de partij zich in. Dit werd geweten aan het verdwijnen van de studentenradicalisatie bij de generatie van 1968 door in het professionele leven te stappen. De partij moest herstructureren en voerde noodgedwongen hervormingen door, hieruit ontstond in 1984 de Socialistische Arbeiderspartij (SAP); de Franstalige vleugel kreeg de naam Parti ouvrier socialiste (POS). Ook deze nieuwe partij bleef de trotskistische principes trouw, zoals blijkt uit de partijstatuten van 1984 waarin expliciet vermeld stond dat de SAP de Belgische afdeling was van de Vierde Internationale en zich tot doel stelde "een diktatuur van het proletariaat over de uitbuitende klassen en de socialistische demokratie in te stellen". Daarnaast bleef de partij het principe van het democratisch centralisme trouw evenals het tendensrecht. 
In de jaren 90 was de partij actief binnen Regenboog (REGEBO) en de Rood-Groene Beweging (RGB). In de RGB was er daarnaast tevens een voormalig senator van AGALEV actief, alsook enkele onafhankelijke syndicalisten en pacifisten. Vanuit deze laatste hoedanigheid was de SAP ook betrokken bij de Beweging voor Sociale Vernieuwing (BSV) van Patsy Sörensen en het Links Ecologisch Forum (LEF) waarin o.a. ook  de KPB, Links Ecologisch Eenheidsfront (LEEF) en Sta Op (groepering rond Raf Verbeke) actief waren.
De partij bleef relatief klein en ondervond vanaf 1991 concurrentie in het trotskistische gedachtegoed van de Linkse Socialistische Partij (LSP). Hiermee werd omstreeks de ingang van het tweede millennium mee samengewerkt door middel van het Comité voor een Andere Politiek (CAP). In 2007 veranderde de Franstalige vleugel haar naam van POS naar Ligue Communiste Révolutionnaire (LCR). In 2011 werd een samenwerking aangegaan met de politieke beweging Rood! rond Erik De Bruyn. 
Voor de verkiezingen van 2014 werkte de SAP samen met de Partij van de Arbeid van België (PVDA). In Franstalig België trok radicaal-links naar de kiezer met PTB-GO-lijsten (Parti du Travail de Belgique - Gauche d'Ouverture). Gauche d'Ouverture, de politieke verbreding rondom de PTB, bestond uit de LCR, de Parti Communiste, syndicalisten en een aantal publieke figuren zoals Anne Morelli en Sfia Bouarfa. In het Nederlandstalige landsgedeelte namen SAP-kandidaten aan de verkiezingen deel op PVDA+-lijsten.
In Nederlandstalig België veranderde de SAP haar naam in oktober 2017 in Stroming voor een Antikapitalistisch Project, het letterwoord SAP bleef hierbij behouden. De Franstalige vleugel, de Ligue communiste révolutionnaire (LCR), herdoopte zich tot Gauche anticapitaliste (GA).

## Interne structuur
De SAP-GA is georganiseerd volgens het principe van het democratisch centralisme, waarbij het congres de belangrijkste partij-instantie is. Het Congres wordt samengesteld en verkozen uit afgevaardigden van de lokale afdelingen. De stemmingen worden open gehouden waarbij elk lid stemrecht heeft.
Het Congres heeft als bevoegdheden:
- De politieke koers en strategie van de partij voor 2 jaar bepalen
- Inzage in de financiën voor alle leden voorzien
- Statutenwijziging
- Actuele problemen bediscussiëren
- Verkiezen van een Nationale Leiding voor dagelijks bestuur en beleid.

## Bekende (oud-)leden
- David Dessers
- Frank Vandenbroucke[9]
- Thomas Weyts